# Alpaca
Alpaca (Vicugna pacos), sau pako este un animal erbivor originar din Anzii Cordilieri, înrudit cu cămila care face parte din familia Camelidae. Este similară și adesea confundată cu lama. Cu toate acestea, alpacalele sunt  mai mici decât lamele. Cele două animale sunt strâns legate și pot fi încrucișate cu succes. Alpaca și lama sunt, de asemenea, strâns legate de vicunia, despre care se crede că este strămoșul lor sălbatic, și de guanaco. Există două rase de alpaca: Suri alpaca și Huacaya alpaca.
Alpacalele trăiesc în turme sau în grupuri familiale, formate dintr-un mascul alfa teritorial, femele și puii lor, în Anzii din sudul statului Peru , (trăiește cea mai mare populație), Anzii Boliviei de Vest, Ecuadorului și în Nordul statului Chile, la altitudini de 3.500 m până la 5.000 m  deasupra nivelului mării. Alpacalele sunt considerabil mai mici decât lamele și, spre deosebire de ele, nu pot fi animale de lucru, ele fiind crescute în special pentru lâna lor. Lâna de alpaca fină, ușoară, mătăsoasă și în același timp este impermeabilă și ignifugă, ceea ce o face să fie scumpă. Este folosită pentru fabricarea obiectelor tricotate și țesute, la fel ca lâna de oaie, articole precum pături, pulovere, pălării, mănuși, eșarfe, o mare varietate de textile și poncho-uri în America de Sud, sau pulovere, șosete, paltoane și lenjerie în alte părți ale lumii. Lâna este disponibilă în peste 52 de culori naturale, așa cum sunt clasificate în Peru, 12 clasificate în Australia și 16 clasificate în Statele Unite.
Alpacalele sunt  tunse, de obicei, o dată pe an, primăvara. Fiecare tundere produce aproximativ 2,3 până la 4,5 kilograme (5 până la 10 livre) de fibră per alpaca. O alpaca adultă poate produce 1,4 până la 2,6 kilograme (50 până la 90 de uncii) de fibră de calitate superioară, precum și 1,4 până la 2,8 kilograme (50 până la 100 de uncii) de fibră de calitatea a doua și a treia. Calitatea fibrei de alpaca este determinată de cât de ondulată este. De obicei, cu cât numărul de pliuri mici din fibră este mai mare, cu atât calitatea este mai mare.
Există două rase moderne de alpaca, diferențiate în funcție de regiunea lor de endemism și de tipul de fibră (lână) - alpaca Suri și alpaca Huacaya. Ambele rase produc o fibră foarte apreciată, fibra de alpaca Suri crescând în „șuvițe” drepte și fiind comparabilă cu mohairul caprelor Angora turcești; Huacaya are o textură „ondulată” și crește în mănunchiuri  asemănătoare cu lâna de oaie.

## Comportament
Alpacaua comunică prin limbajul corpului. Cea mai obișnuită este scuiparea atunci când se simte în primejdie, când le este frică sau în sensul de a-și manifesta dominarea. Un exemplu de comunicare corporală include o postură numită „bordat”, în care au urechile trase înapoi și stau într-o parte. Această postură este folosită atunci când  masculii de alpaca își apără teritoriul. Ele avertizează turma cu privire la pericole prin inhalații ascuțite și zgomotoase care sună ca un răget ascuțit. 
Deoarece poate ataca cu picioarele din față și sunt agresive față de canidele mici precum coioții, câinii sau vulpile, alpacalele domesticite sunt folosite pentru paza turmelor de oi.
Legenda
Legenda spune că alpacalele au apărut după ce o zeiță s-a îndrăgostit de un pământean. Tatăl zeiței îi permitea să fie cu iubitul ei doar dacă acesta avea grijă de turma ei de alpaca. Pe lângă grija pentru turmă, el trebuia să care toată viața un mic animal.  Pe măsură ce zeița venea în lumea noastră, alpacalele au urmat-o. Totul a fost bine până când bărbatul a lăsat jos animalul mic, iar zeița a fugit înapoi acasă. În drum spre casă, bărbatul a încercat să o oprească din fugă pe ea și turma ei. Deși nu a reușit să o oprească, a reușit să oprească câteva alpacale. Se spune că animalele care nu s-au întors pot fi văzute astăzi în ținuturile mlăștinoase din Anzi, așteptând sfârșitul lumii, pentru a se putea întoarce la zeița lor.